# Corinna May
Corinna May, de son vrai nom Corinna Meyer (née le 6 octobre 1970 à Brême) est une chanteuse allemande.

## Biographie
Corinna May est aveugle de naissance. Elle commence à chanter dans un chœur scolaire et un chœur gospel.
Après plusieurs concours de jeunes talents, elle publie son premier album en 1997, influence par ses goûts de jeunesse, le jazz notamment. Deux ans plus tard sort son deuxième album, Wie ein Stern, produit par Hanno Harders.
En 1999, elle participe au concours de la sélection allemande pour le Concours Eurovision de la chanson. Sa chanson Hör den Kindern einfach zu atteint la 1re place. Mais comme elle avait déjà été publiée comme une chanson de l'album du groupe Nine, elle est disqualifiée. Le single est néanmoins publié et atteint la 59e place des ventes.
Elle revient pour le concours de l'édition 2002 avec I Can’t Live Without Music et se qualifie. Alors qu'elle a reçu de bonnes critiques et de bons pronostics, la chanson obtient 17 points et termine 21e sur 24 participants. Les singles qui suivent dans l'année, Endless Miles et On My Way to Myself, n'ont pas de succès.
En 2004, elle chante en compagnie de Jeanette Biedermann et Yvonne Catterfeld les chansons Unsere Farm et Ob die Sonne je wieder pour la bande originale allemand du film Disney La ferme se rebelle.
Après la publication du single Jetzt wie noch nie pour les radios, elle signe un contrat avec DA music. L'album du même nom sort en 2006. Au moment de l'expiration du contrat, la chanteuse participe à des concerts de jazz et fait du playback dans des soirées privées. Elle crée son propre label "Ohrenzeuge" et distribue par Internet par le site Feiyr.
De 2012 à 2014, elle chante dans le groupe The Green Jukebox Band feat. Oliver Roemer und Corinna May, fondé à Brême.

## Discographie
Albums
- 1996 : Jazz Art – Soul Songs (Rafael Jung Trio feat. Corinna Meyer)
- 1999 : Wie ein Stern
- 2002 : I Can’t Live without Music
- 2006 : Jetzt wie noch nie
- 2010 : Meine Besten

Singles
- 1998 : Gab es nicht nur uns zwei?
- 1999 : Hör den Kindern einfach zu
- 1999 : Alles was geschieht
- 1999 : Flieg mit mir
- 1999 : Frieden Allezeit (Duo avec Claudia Jung)
- 2000 : I Believe in God
- 2001 : Blowing in the Wind
- 2002 : I Can’t Live without Music
- 2002 : On My Way to Myself
- 2003 : Endless Miles
- 2005 : Jetzt wie noch nie
- 2006 : Bleib einfach steh’n
- 2006 : Was tief im Herzen brennt
- 2006 : Die Welt der Marie / Wenn du willst …
- 2007 : Wohin ich lieben kann
- 2007 : Amazing Grace
- 2009 : Dreamin’ River